# Dolînka, Sakî
Dolînka (în ucraineană Долинка) este un sat în comuna Mîteaiive din raionul Sakî, Republica Autonomă Crimeea, Ucraina.

## Demografie
Componența lingvistică a localității Dolînka
     Rusă (49,83%)
     Tătară crimeeană (25,26%)
     Ucraineană (22,98%)
     Alte limbi (0,91%)
Conform recensământului din 2001, nu exista o limbă vorbită de majoritatea populației, aceasta fiind compusă din vorbitori de rusă (49,83%), tătară crimeeană (25,26%) și ucraineană (22,98%).